# Hemelytroblatta oblonga
Hemelytroblatta oblonga är en kackerlacksart som först beskrevs av Lucien Chopard 1929.  Hemelytroblatta oblonga ingår i släktet Hemelytroblatta och familjen Polyphagidae. Inga underarter finns listade i Catalogue of Life.